# George Walker
George Walker (13. března 1803, Londýn – 22. dubna 1879, tamtéž) byl anglický šachový mistr, teoretik, publicista a organizátor šachového života.

## Život
George Walker patří k šachistům, kteří mimořádně přispěli k propagaci šachu. Roku 1823 založil první šachovou rubriku na světě v časopise The Lancet, roku 1831 založil Westminster Chess Club a roku 1834 St George's Chess Club, byl jedním z organizátorů zápasu mezi La Bourdonnaisem a Alexanderem McDonnellem roku 1834, ve kterém šlo o neoficiální titul nejlepšího hráče světa, v letech 1835 až 1873 vedl v Bell‘s Life šachovou rubriku  a od roku 1838 redigoval první anglický šachový časopis Philidorian.
Roku 1845 se v Londýně zúčastnil společně s anglickými šachisty Henrym Thomasem Bucklem, Williamem Davisem Evansem, Georgem Perigalem a Williamem Josiahem Tuckettem dvou telegrafických partií, ve kterých hráli proti Howardovi Stauntonovi a Hughovi Alexanderovi Kennedymu v Portsmouthu , přičemž jeho tým jednu partii vyhrál a v druhé remizoval.
K velkým Walkerovým šachovým úspěchům patří také vítězství nad Danielem Harrwitzem v poměru 7:5 roku 1846 v Londýně. Roku 1859 dokázal remizovat partii s Paulem Morphym, je ovšem pravdou, že Morphy hrál naslepo.
Walker také napsal celou řadu šachových knih :
- The Celebrated Analysis of A D Philidor (1832),
- A New Treatise on Chess (1832),
- Selection of Games at Chess played by Philidor (1835)
- Chess Made Easy (1836),
- Chess Studies (1844),
- The Art of Chess Play (1846),
- Chess & Chess Players: consisting Original Stories and Sketches (1850).